# Сюзън Елизабет Филипс
Сюзън Елизабет Филипс (на английски: Susan Elizabeth Phillips) е американска писателка на бестселъри в жанра любовен роман. Писала е и под съвместния псевдоним Джъстин Коул (Justine Cole).

## Биография и творчество
Сюзън Елизабет Филипс е родена на 11 декември 1948 г. в Синсинати, Охайо, САЩ, в семейството на Джон Алер Титус, ръководител, и Луиза Кайт, учителка.
Учи в Университета на Охайо и завършва с бакалавърска степен по театрални изкуства. След дипломирането си работи като преподавател по драма, реч, и английски език в местната гимназия. Среща съпруга си на „среща с непознат“ и на 26 юни 1971 г. се омъжва за Уилям C. Филипс, инженер. Имат двама сина – Тай и Закари. След раждането на първия им син остава вкъщи да гледа децата.
След злополука със съпруга ѝ семейството се мести от Охайо в Ню Джърси. Там се сприятелява с Клер Кейл Лефковиц, с която са запалени читателки, и не след дълго двете решават да напишат заедно книга. След година и няколко месеца тя е завършена и първия ѝ исторически любовен роман „The Copeland Bride“ излиза през 1983 г. под съвместния им псевдоним Джъстин Коул.
Пишейки първата си книга Сюзън, установява че това ѝ харесва. Съвсем скоро семейството на Клер се премества и тя трябва да започне да пише сама. Първият ѝ самостоятелен исторически любовен роман „Кой би повярвал“, издаден през 1984 г., става бестселър и дава старт и известност на писателската ѝ кариера.
След издаването на съвременния любовен роман „Glitter Baby“ от поредицата „Американска лейди“, който става международен бестселър, семейството се премества в района на Чикаго. Там написва първите си големи любовни романи „Fancy Pants“, „Hot Shot“ и „Силата на любовта“, като всеки един от тях ѝ отнема около 2 години.
През 1994 г. е издаден първият любовен роман „Избрах теб!“ от популярната ѝ поредица „Чикаго старс“. Той е изключително успешен и е първото ѝ произведение удостоено с престижната награда РИТА на Асоциацията на писателите на любовни романи на Америка. През 1996 г. е удостоена с награда за цялостно творчество от списание „Romantic Times“ за нейните съвременни любовни романи.
Част от следващи нейни любовни романи също са удостоени с наградата РИТА. През 2001 г. е включена в Залата на славата на писателите на любовни романи, а през 2006 г. е удостоена с награда за нейното цялостно творчество.
Произведенията на писателката винаги са в списъците на бестселърите.
Сюзън Елизабет Филипс живее в Напервил (предградие на Чикаго), Илинойс. Много обича да пътува по целия свят.

## Произведения

### Самостоятелни романи
- The Copeland Bride (1983) – като Джъстин Кол
- Risen Glory (1984) – издаден и като „Just Imagine“
Кой би повярвал, фен-превод
- Hot Shot (1991)
- Honey Moon (1993)
Силата на любовта, изд.: ИК „Компас“, Варна (1994, 1996), прев. Тинко Трифонов
- Kiss an Angel (1996)
Да целунеш ангел, изд. „Ибис“ (2016), прев. Тинко Трифонов
- Just Imagine (2001) – преработена версия на „Risen Glory“
Дива роза, изд. „Ибис“ (2019), прев. Диана Кутева
- Breathing Room (2002)
Ваканция в Тоскана, изд. „Ибис“ (2016), прев. Стамен Стойчев
- Ain't She Sweet? (2005)
Сладки мечти, изд. „Ибис“ (2014), прев. Стамен Стойчев
- Heroes Are My Weakness (2014)
Героите са моята слабост, изд. „Ибис“ (2017), прев. Диана Кутева
- Dance Away with Me (2020)
Танцувай с мен, изд. „Ибис“ (2020), прев. Боряна Даракчиева

### Поредица „Американска лейди“ (Wynette, Texas)
1. Glitter Baby (1987) /#3 по хронология/
Бляскаво момиче, изд. „Ибис“ (2015)
2. Fancy Pants (1989) /#1/
Мис Каприз, изд. „Ибис“ (2015), прев. Милена Иванова
3. Lady Be Good (1999) /#2/
По-кротко лейди, изд. „Ибис“ (2015)
4. First Lady (2000) /#4/ – награда РИТА
Първата дама, изд. „Ибис“ (2018), прев. Диана Кутева
5. What I Did for Love (2009) /#5/
В името на любовта, изд. „Ибис“ (2014), прев. Стамен Стойчев
6. Call Me Irresistible (2011) /#6/
Господин Неустоим, изд. „Ибис“ (2016), прев. Вера Паунова
7. The Great Escape (2012) /#7/
Съдбовно бягство, изд. „Ибис“ (2016), прев. Стамен Стойчев

### Поредица „Чикаго старс“ (Chicago Stars / Bonner Brothers)
1. It Had to Be You (1994) – награда РИТА
Избрах теб, изд. „Ибис“ (2015), прев. Милена Иванова
2. Heaven Texas (1995) 
Рай в Тексас, изд. „Ибис“ (2012), прев. Диана Кутева
3. Nobody's Baby But Mine (1997) – награда РИТА
Бебето е мое, изд. „Ибис“ (2013), прев. Вера Паунова
4. Dream a Little Dream (1998) – награда РИТА
Знойни сънища, изд. „Ибис“ (2015), прев. Вера Паунова
5. This Heart of Mine (2001)
Капризите на сърцето, изд. „Ибис“ (2013), прев. Стамен Стойчев
6. Match Me If You Can (2005) 
Идеалната половинка, изд. „Ибис“ (2014), прев. Стамен Стойчев
7. Natural Born Charmer (2007) 
Чаровник по рождение, изд. „Ибис“ (2014), прев. Стамен Стойчев
8. First Star I See Tonight (2016)
Сияйна звезда, изд. „Ибис“ (2016), прев. Диана Кутева
9. When Stars Collide (2021)
Сблъсък на звезди, изд. „Ибис“ (2021), прев. Боряна Даракчиева